# Marco Tulio Lopes Silva
Marco Tulio Lopes Silva (geboren am 28. Februar 1981 in Itabira, Brasilien) ist ehemaliger ein brasilianischer Fußballspieler.

## Karriere
Der 1,73 Meter große Mittelfeldspieler begann seine Karriere 1996 bei Cruzeiro Belo Horizonte, bei welchem er für drei Jahre unter Vertrag stand. Von 1999 bis 2006 stand er bei verschiedenen Vereinen unter Vertrag. In den Jahren 2006 bis 2007 spielte er in der ersten ungarischen Liga beim Verein Debreceni Vasutas SC und absolvierte 21 Ligaspiele. Im nächsten Jahr, 2007, unterschrieb er einen Vertrag beim bolivianischen Verein Club Jorge Wilstermann. 2008 wechselte er für eine Spielzeit zum Verein Atlético Mineiro, er wurde an die beiden Vereine Ethnikos Piräus und Lokomotive Mesdra ausgeliehen. Von 2010 bis 2016 unterschrieb er Verträge bei verschiedenen Vereinen, vor seinem Karriereende war er für Sabah FA aktiv.

## Erfolge
- Ungarischer Meister: 2007